# Vallning
För den medicinska termen, se värmevallning.
För skidtermen se skidvalla.

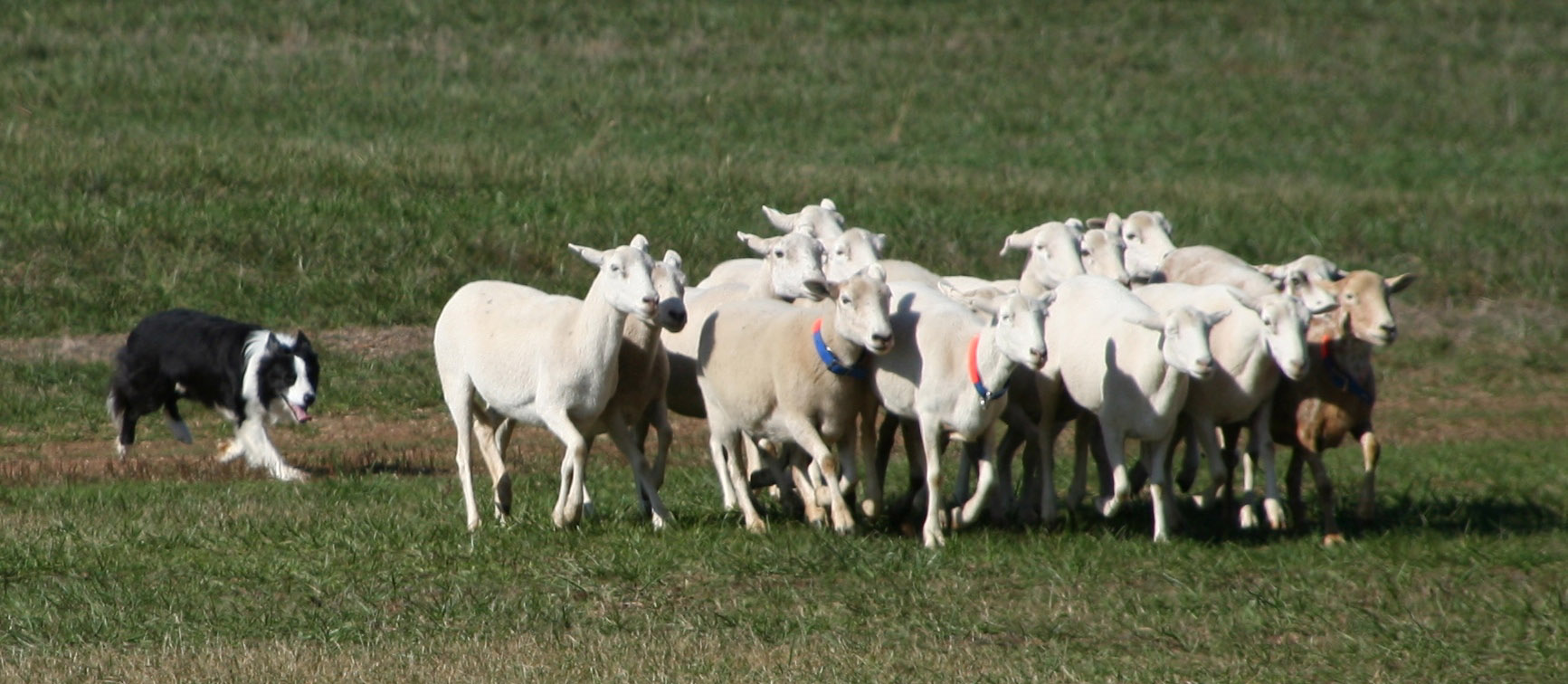
En border collie under avancerat vallhundsprov.

Med vallning menas förmågan för ett djur eller människa att driva andra djur i önskad riktning.
Vallning är en central metod hos många flockdjur, där flockens ledare driver de underordnade bort från sig eller framför sig i önskad riktning. Normalt går vallning ut på att blockera den "förbjudna riktningen", det vill säga det håll dit flocken inte får röra sig.
I de fall där en annan djurart eller människa vallar djur, är det viktigt att djuren som vallas uppfattar vallaren som ledare, alternativt en respektingivande individ som man bör lyda för sitt eget bästa.
Med vallningsinstinkt hos djur, innefattas förmåga att kunna förutse de vallande djurens beteende och agera därefter.
Vallhundar är ett vanligt exempel där man kan se att vissa hundar har förmåga att driva får, getter, gäss, med mera. Huruvida hunden har vallningsinstinkt har främst att göra med rasens egenskaper, men även hur mycket träning i ledarskap och vallning man har haft med hunden.
Även hästar har vallningsinstinkt, vilket man kan se när man studerar en hästflock och hur de beter sig mot varandra. Vissa hästraser har dessutom s.k. "cow sense", vilket innebär att de dessutom är bra på att förutse kors beteende och hur man vallar dem. "Cow sense" utnyttjas i bland annat westernridningens gren "cutting" där man ska plocka ut kor från en hjord och hålla dem borta från övriga hjorden.